# هادیشهر
هادیشهر شهری از توابع بخش مرکزی شهرستان جلفا در استان آذربایجان شرقی است.
هادیشهر دهمین شهر استان آذربایجان شرقی از لحاظ جمعیت و از توابع شهرستان جلفا است. کهن شهری در شمال غرب کشور که وجود تپه‌های باستانی چون کول تپه گرگر گواه از دیرینگی آن دارد. طبق کاوش‌های اخیر باستان شناسان، قدمت این تپه تاریخی به ۷۵۰۰ سال پیش می‌رسد. محل کنونی هادیشهر در گذشته دو آبادی به نام گرگر و علمدار بوده است که از اتصال آن‌ها هادیشهر کنونی شکل گرفته است. اقلیم هادیشهر سرد و نیمه خشک است. این شهر تابستان‌هایی گرم و زمستان‌هایی نسبتاً سرد و ملایم دارد. پیشهٔ اصلی مردمان هادیشهر باغداری و کشاورزی است. این سرزمین از سمت شمال به رود ارس محدود می‌شود. سواحل این رود و بازارچه‌های متعدد حاشیهٔ آن، طبیعت زیبای اطراف توأم با جاذبه‌های تاریخی منطقه این شهر را از مناطق مستعد گردشگری ساخته است. ساکنان هادیشهر به زبان ترکی آذربایجانی سخن می‌گویند. قلم زنی، سفال و سرامیک، منبت روی چوب از صنایع دستی و اوماج حالواسی یا حلوای اوماج، گرگر قوونی، قورقود قیله، انگور از سوغات‌های منطقه می‌باشد.

## راه‌های دسترسی
این شهر با شهرهای مرند، یامچی، جلفا، نوردوز، زنوز و سیه رود مجاورت دارد. این شهر دارای محدودهٔ طرح ترافیک و زوج و فرد نیست و از اماکن مهم این شهر می‌توان به پارک شهر هادیشهر، کتابخانه عمومی هادیشهر اشاره کرد. برای سفر زمینی به کشور ارمنستان با گذر از این شهر و رسیدن به نوردوز می‌توانید مسیر خود را طی کنید. برای سفر زمینی به کشور جمهوری آذربایجان از کمربندی این شهر به سمت جلفا حرکت کنید سپس با گذر از مرز جلفا وارد کشور آذربایجان و شهری مرزی جلفا واقع در کشور آذربایجان شوید. در این سفر می‌توانید از بازارچه‌های مرزی شهر جلفا مانند بازار آراز، بازار روس‌ها، پاساژ ستارخان، پاساژ سیتی سنتر و ده‌ها مرکز خرید دیگر دیدن کنید.
هادیشهر با هزار هکتار وسعت محدوده شهری از لحاظ پیشرفت عمرانی در سطح متوسط قرار دارد. این شهر با آب و هوای معتدل و تابستان‌های نسبتاً گرم و زمستان‌های سرد و خیلی سرد طبیعت زیبایی دارد و مناطق و مناظر دیدنی اطراف شهر سالانه گردشگران زیادی را به دور خود جمع می‌کند. همجواری آن با منطقه آزاد ارس و جاذبه‌های به نام آن باعث گردیده است که رفت و آمد در این شهر نیز دو چندان گردد. کرانه رود ارس و باغات و مناطق سرسبز چشم‌اندازهای زیبایی را به طبیعت این شهر بخشیده است. روستای زاویه (Zeyveh)، روستای قشلاق، آبشار آسیاب خرابه از جاذبه‌های دیدنی در اطراف شهر می‌باشد. همچنین کوه‌های بلند و زیبای آن پذیرای گروه‌های کوه‌نوردی زیادی است و محل مناسبی برای پاراگلایدر سوارها محسوب می‌گردد.
- زمینی: از طریق جاده جلفا – مرند
- ریلی: از طریق راه‌آهن جلفا – تبریز
- فرودگاه بین‌المللی شهید مدنی تبریز